# Carl Linné (Politiker)
Heinrich Carl Linné (* 30. Januar 1895 in Stellingen; † 23. Juli 1984 in Kaltenkirchen) war ein deutscher Politiker (SPD) und Mitglied der Bremischen Bürgerschaft.  

## Biografie
Linné war als Brauer in Bremen tätig. Er war Mitglied der SPD. Vom November 1946 bis 1947 sowie 1948 bis 1951 war er Mitglied der ersten und der zweiten gewählten Bremischen Bürgerschaft und in Deputationen der Bürgerschaft tätig. Er legte sein Mandat zum Februar 1951 nieder und ihm folgte Emma Keller (SPD) als Abgeordnete.